# Spoorlijn Les Aubrais-Orléans - Montargis
De spoorlijn Les Aubrais-Orléans - Montargis is een gedeeltelijk opgebroken Franse spoorlijn van Fleury-les-Aubrais naar Montargis. De volledige lijn was 71,0 km lang en heeft als lijnnummer 686 000.

## Geschiedenis
De lijn werd geopend door de Compagnie du chemin de fer de Paris à Orléans op 25 augustus 1875. Het personenvervoer werd opgeheven op 4 november 1969, tegelijk met het goederenvervoer tussen Boiscommun-Nibelle en Bellegarde-Quiers. Tot 1 april 1987 was er goederenvervoer tussen Vennecy en Boiscommun-Nibelle, tot 20 april 1993 tussen Semoy en Vennecy en tot 1999 tussen Bellegarde-Quiers rn Châlette-sur-Loing.
In 2002 werd het gedeelte tussen Semoy en Marigny-les-Usages weer heropend. Op 23 juni 2025 werd het gedeelte tussen Les Aubrais-Orléans en Marigny-les-Usages gesloten, de voorziene heropening is februari 2026.

## Aansluitingen
In de volgende plaatsen was er een aansluiting op de volgende spoorlijnen:
Les Aubrais-Orléans
RFN 569 000, spoorlijn tussen Les Aubrais-Orléans en Orléans
RFN 570 000, spoorlijn tussen Paris-Austerlitz en Bordeaux-Saint-Jean
RFN 590 000, spoorlijn tussen Les Aubrais-Orléans en Montauban-Ville-Bourbon
RFN 683 000, spoorlijn tussen Les Aubrais-Orléans en Malesherbes
Bellegarde-Quiers
RFN 682 000, spoorlijn tussen Auxy-Juranville en Bourges
Montargis
RFN 688 100, aansluiting havenstation van Montargis
RFN 745 000, spoorlijn tussen Villeneuve-Saint-Georges en Montargis
RFN 748 000, spoorlijn tussen Montargis en Sens
RFN 750 000, spoorlijn tussen Moret-Veneux-les-Sablons en Lyon-Perrache

## Galerij

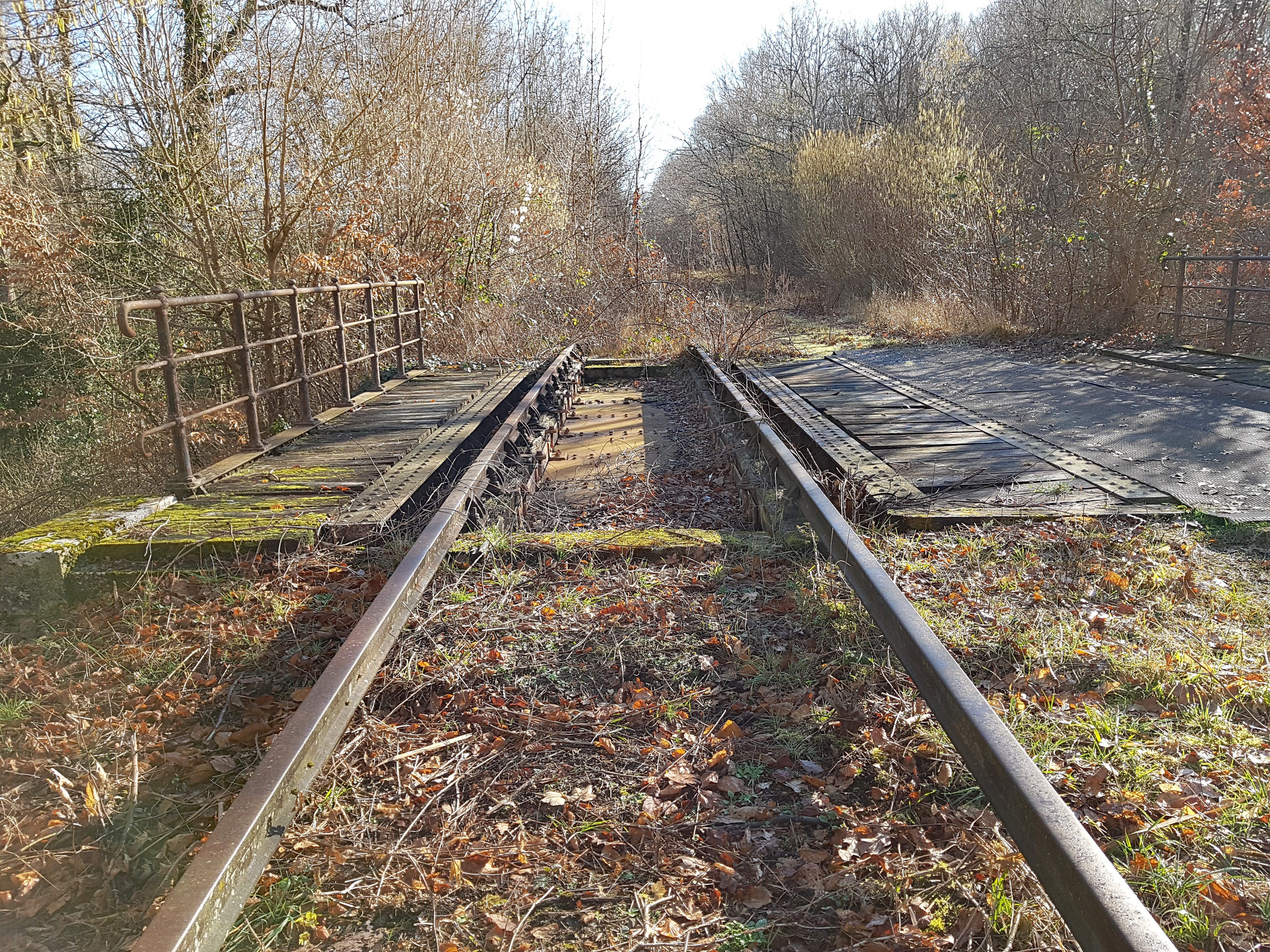
De lijn bij Boigny-sur-Bionne.
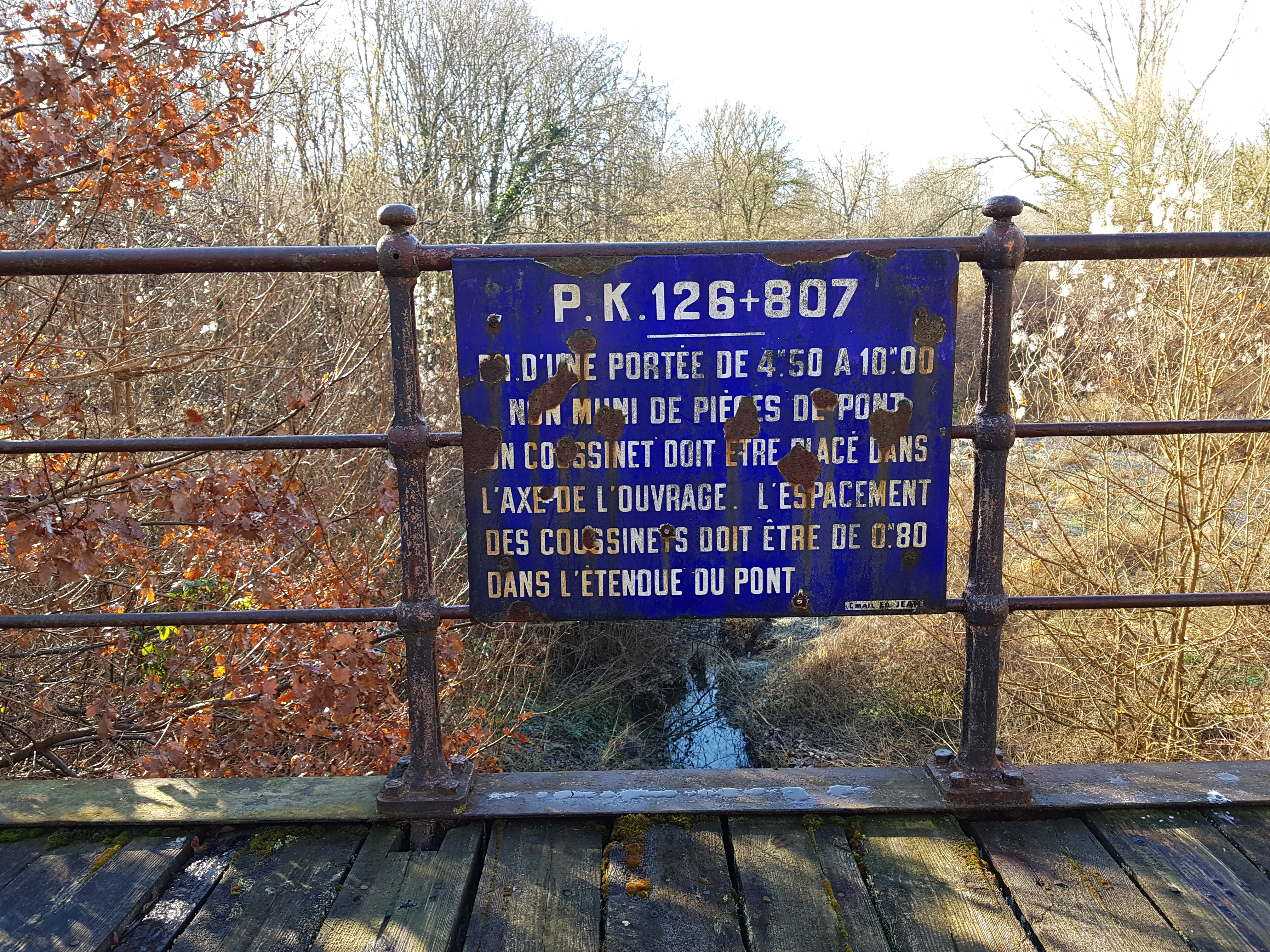
De lijn bij pK 126,807.